# Leon Menkshi
Leon Menskhi, född i Korça i södra Albanien, är en albansk TV-personlighet och nyhetsankare för Radio Televizioni Shqiptar (RTSH). Menkshi är mest känd för att ha kommenterat Eurovision Song Contest för RTSH mellan 2004 och 2011. Dessutom delade han ut Albaniens röster i tävlingen mellan 2006 och 2011 vilket gör honom till en av de som delat ut flest röster i Eurovision.
Menkshi föddes i staden Korça till tysk- och albanskättade föräldrar. Han började sjunga vid 5 års ålder. Menkshi studerade dragspel i 4 år medan hans far lärde honom spela gitarr. Mellan 7 och 13 års ålder deltog han i varje års upplaga av Korças sångfestival för barn. Han representerade även sin hemstad i den nationella barnfestivalen i Shkodra ett antal gånger. Hans TV-karriär inleddes 1990 då han valdes som värd för Festivali i Këngës 29, Albaniens största musikfestival. Han ledde även Festivali i Këngës 30 i december 1991. Han var värd för Festivali i Këngës en tredje gång 2004 tillsammans med Hueyda El Saied. Han har även varit programledare för Miss Tirana. 
2014 skrev/översatte Menkshi den engelska texten till Hersiana Matmujas bidrag i Eurovision Song Contest 2014 "Zemërimi i një natë" som fick titeln "One Night's Anger". Han stod för texten tillsammans med Genta Hodo.